# Verticordia grandis
Verticordia grandis là một loài thực vật có hoa trong Họ Đào kim nương. Loài này được J.Drumm. miêu tả khoa học đầu tiên năm 1853.

## Hình ảnh

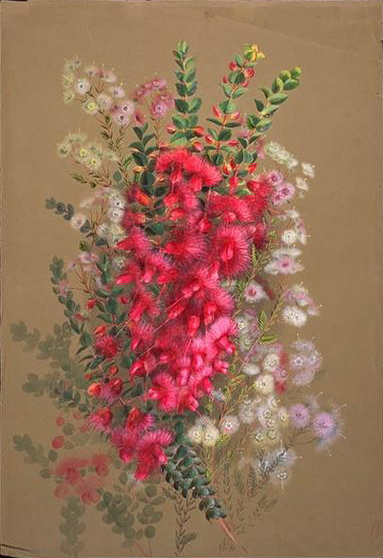
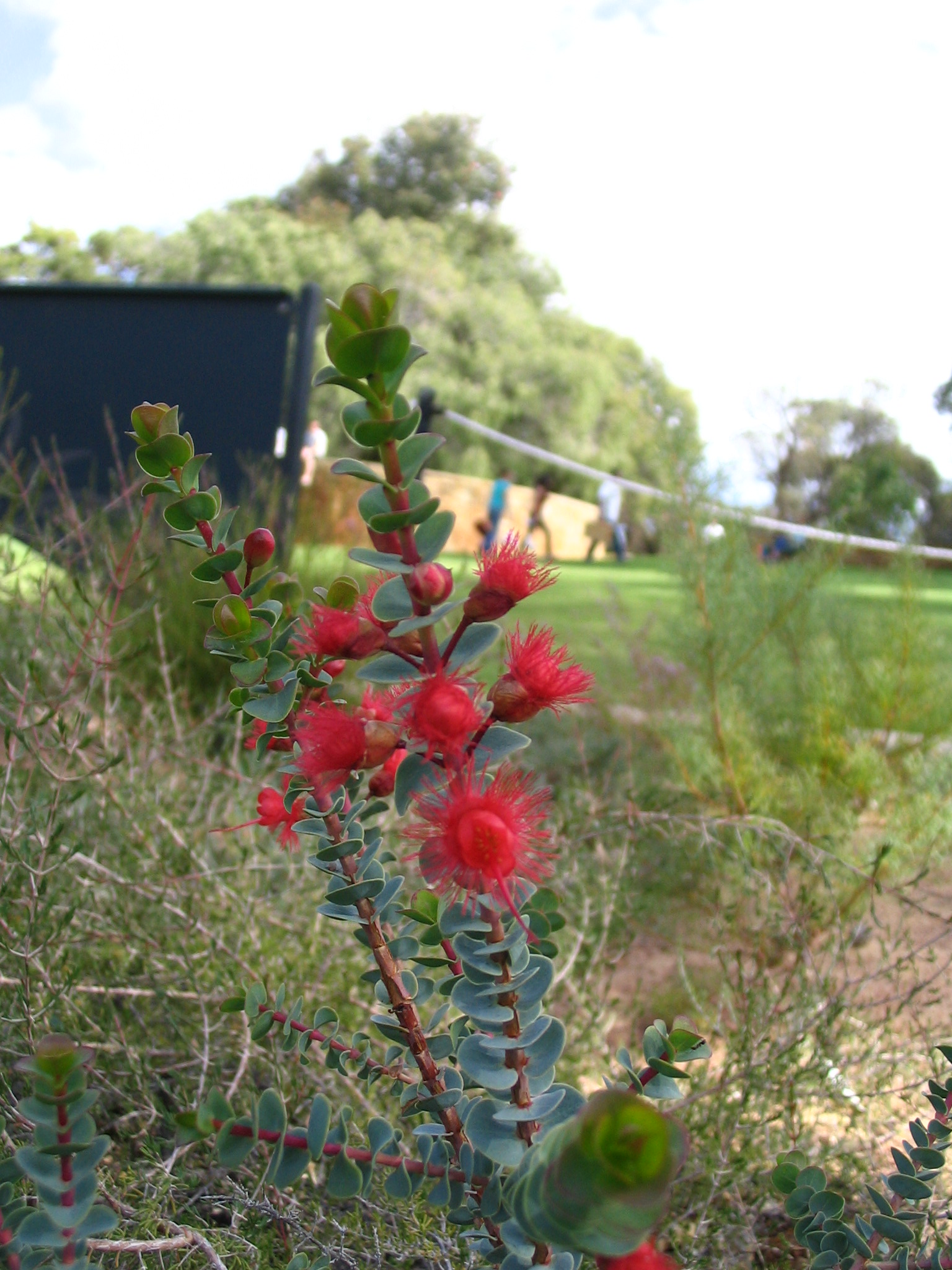
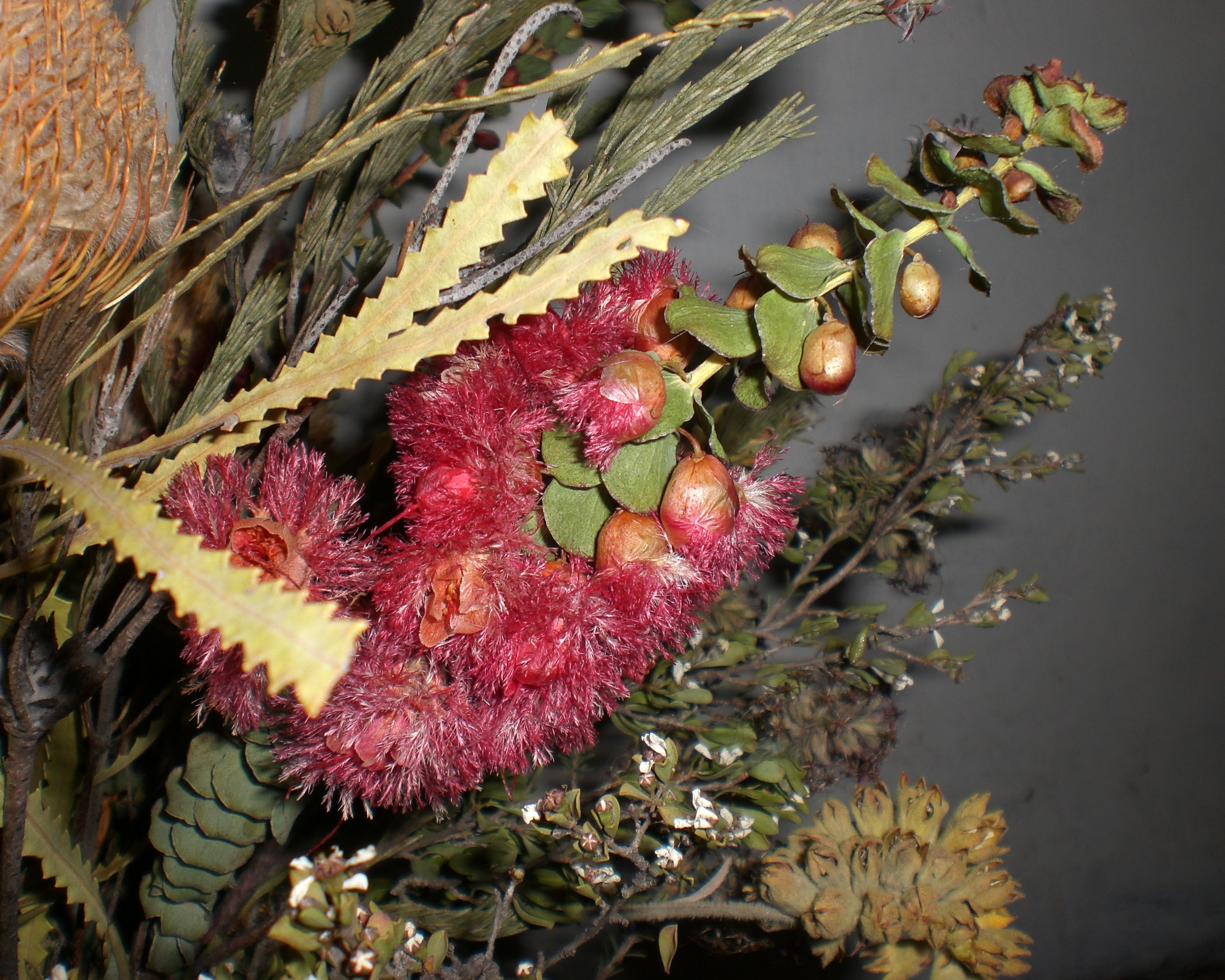
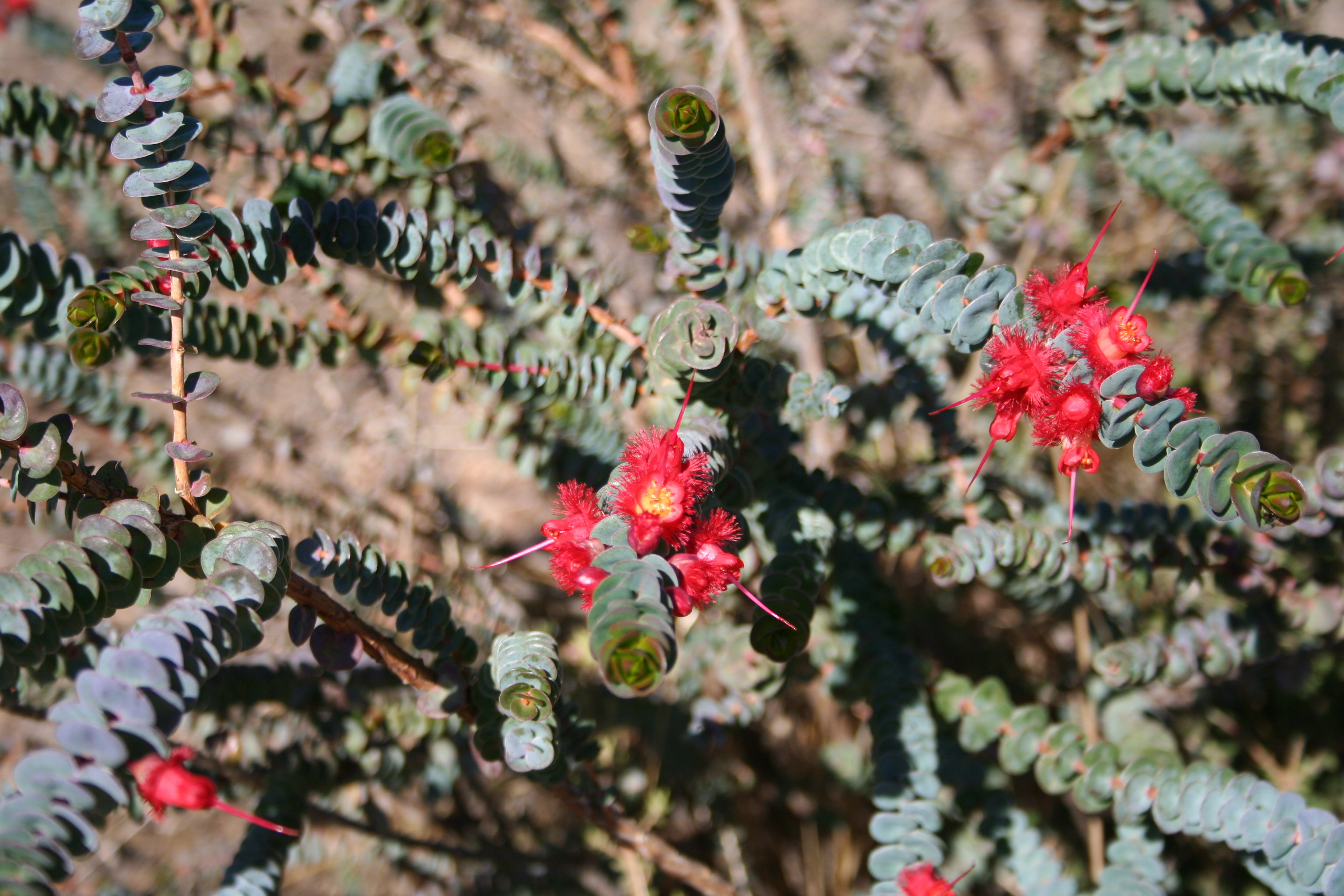